# 公孙段
公孙段（？—前535年），姬姓，丰氏，名段，字子石，又字伯石，谥景，是子丰的儿子，郑穆公的孙子，郑国的卿。

## 赋诗享礼
前546年，郑简公在垂陇设享礼招待晋国中军将赵武，子展、伯有、子西、子产、子太叔、印段、公孙段跟从郑简公参与享礼。赵武说：“七位跟从着国君，这是赐给我光荣。请求诸位都赋诗以完成国君的恩赐，我也可以从这里看到七位的志向。”公孙段赋了《桑扈》。赵武说：“‘不骄不傲’，福禄还会跑到哪儿去？如果保守住这些话，即使想要不接受福禄，能行吗？”享礼结束，赵武对叔向说：“伯有将要被杀了！其余的人都是可以传下几世的大夫。”

## 诸侯之会
前544年六月，孟孝伯和晋国的荀盈，齐国的高止，宋国的华定，卫国的世叔仪，郑国的子太叔、公孙段，曹国人，莒国人，滕国人，薛国人，小邾国人为杞国筑城墙。

## 受邑为卿
前543年，子产担任郑国为政，有事情要公孙段去办，就送给他城邑。子太叔问：“国家是属于大家的，为什么单独给他送东西？”子产答道：“要没有欲望确实是很难。满足了他的欲望，让他去办事情而取得成功。这不是我的成功，难道是别人的成功吗？对城邑有什么爱惜的，它又跑的到哪里去？”子太叔又问：“四方邻国将怎么看待我们？”子产说：“这样做不是为了互相违背，而是为了互相顺从，四方的邻国对我们有什么可责备的？《郑书》有这样的话：‘安定国家，一定要优先照顾大家族。’姑且先照顾大家族，再看它归向何处。”不久，公孙段因为恐惧而把封邑归还，最终子产还是把城邑给了他。伯有死了以后，郑简公让太史去册命公孙段做卿，公孙段辞谢。太史退出，公孙段又请求太史重新发布命令，命令下来了再次辞谢，像这样一连三次，才接受策书入朝拜谢。子产因此讨厌公孙段的为人，但担心他作乱，就让他居于比自己低一级的地位。

## 嫁女
前541年春，楚国的令尹公子围去郑国聘问，同时娶了公孙段的女儿为妻。

## 薰隧之盟
前541年六月初九，由于公孙楚作乱的缘故，郑简公和大夫们在公孙段家里结盟。子皮、子产、公孙段、印段、子太叔、驷带在闺门外边私下结盟，盟地就在薰隧。子晳硬要参加结盟，让太史写下他的名字，而且称为“七子”。子产并不加讨伐。

## 有礼受州
前539年四月，郑简公前往晋国，公孙段作为相礼，十分恭敬谦卑，没有违背任何礼仪。晋平公称赞公孙段，把策书授予他，说：“子丰在晋国有过功劳，我听说了以后不会忘记。赐给你州县的土田，以报答你们过去的功勋。”公孙段再拜叩头，接受了策书而去，君子评价说：“礼仪，大约是人所急迫需要的吧！公孙段如此骄傲，一旦在晋国表现有礼，尚且承受了它的福禄，何况始终都有礼仪呢？《诗经》说，‘人没有礼仪，为什么不快点死’，说的就是这个吧！”
丰氏原来去晋国的时候住在韩氏家里，公孙段得到州县，是韩起为了自己再次取得州县，在晋平公面前为公孙段请求的。

## 死鬼事
前536年二月，有人梦见伯有披甲而行，说：“三月初二，我将要杀死驷带。明年正月二十七日，我又将要杀死公孙段。”到三月初二那一天，驷带死了，国人十分害怕。前535年正月二十七日，公孙段死了，国人就越来越恐惧了。下一月，子产立了公子嘉的儿子公孙洩和伯有的儿子良止做大夫，来安抚伯有的鬼魂，事情才停了下来。